# Пандольфи, Джованни Джакомо
Джованни Джакомо Пандольфи (итал. Giovan Giacomo Pandolfi; 1567, Пезаро — 1636, Пезаро) — живописец итальянского маньеризма, работавший в Центральной Италии, включая Фолиньо, Перуджу и родной город Пезаро. Сын художника Джованни Антонио Пандольфи.

## Биография
Джован Джакомо (он же Джан Джакомо, или Джованни Джакомо) учился у Федерико и Таддео Цуккаро, но также находился под влиянием другого художника, Федерико Бароччи. Переехав в Рим в молодости, он в последние годы XVI века жил в Риети, где оставил несколько произведений.
Позже он вернулся в родной город, где между 1617 и 1619 годами написал шедевр, украшающий потолок капеллы Имени Иисуса (Nome di Dio). Он создал множество других картин в церквях и монастырях, таких как церковь Сант-Андреа в Пезаро, приходская церковь Санто-Стефано в Канделара, церкви Сан-Джиминьяно в Сант-Анджело-ин-Вадо, Санта-Венеранда в Пезаро, приходская церковь в Апеккьо и церковь Сан-Пьетро-ин-Валле-ин-Фано.
Его индивидуальный стиль следует эмилианскому маньеризму, для которого характерны тонкие цветовые нюансы и округлые формы человеческих тел. Среди его учеников мы находим Симоне Кантарини и Доменико Перуццини.

## Галерея
- Роспись плафона капеллы Имени Иисуса в Пезаро. 1617—1619
- Мадонна во славе со святыми Теренцием, Иоанном, Марком и Антонием Аббатом. 1613. Приходская церковь, Канделара